# Pulau Dinawan
Pulau Dinawan ist eine zum malaysischen Bundesstaat Sabah gehörende Insel im Südchinesischen Meer. Sie liegt etwa 3,5 Kilometer vor Kimanis in der Verlängerung der Mündung des Sungai Kimanis und etwa 20 Kilometer südwestlich von Kota Kinabalu.
Von der seewärtigen Seite aus gesehen, wirkt Pulau Dinawan, als bestünde sie aus drei einzelnen Inseln. Die Insel ist bewaldet und von Riffen und Sandbänken umgeben. Der private Eigentümer betreibt ein Touristenresort auf der Insel.

## Sonstiges
Pulau Dinawan wird öfters mit der an der Ostküste Sabahs liegenden Insel Pulau Danawan verwechselt.